# 宮城克徳
宮城 克徳（みやぎ かつのり、1957年2月11日 - ）は日本の電気工学者。金沢工業大学教授。

## 略歴
旭川西高等学校を卒業後、室蘭工業大学工学部電気工学科に進学。同大学大学院工学研究科電気工学専攻修士課程修了後、明電舎に入社。電力機器工場にて主に電力用変圧器の絶縁システムおよび高電圧計測システムに関する研究開発業務に従事した。日本AEパワーシステムズ研究開発本部グループマネージャを経て、2012年金沢工業大学教授就任。

## 専門分野
高電圧(特に絶縁設計)、電気機器、電気材料、電力システム

## 論文・著書
不燃性液体の絶縁破壊現象の解明とガス絶縁変圧器への適用に関する研究(学位論文)、変圧器診断のNew Technology―FRA診断に及ぼす測定パラメータの影響―(電気評論)など

## 受賞
電気学会英文論文優秀論文賞(2007年)

## 所属学会
日本建築学会・溶接学会

## 活動
電気学会｢絶縁性液体の電気的・化学的挙動と製品適用技術｣調査専門委員会委員長、IEC TC10(電気機器に用いる流体)国内委員会委員長